# Liste des stations du métro de Rotterdam
Pour un article plus général, voir Métro de Rotterdam.

Plan du réseau métropolitain rotterdamois depuis 2019. La station Hoek van Holland-Strand ne sera ouverte qu'en 2022.

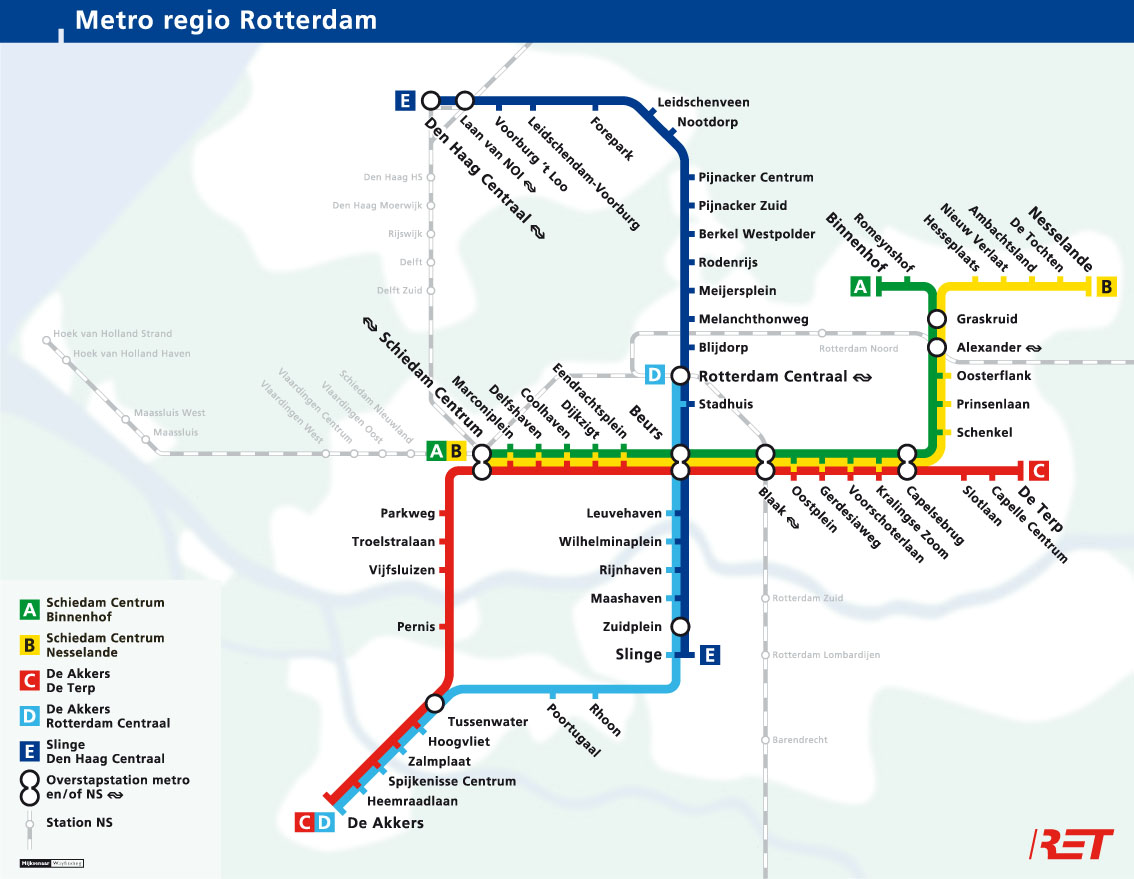
Plan du réseau métropolitain rotterdamois de 2011 à 2019

La liste des stations du métro de Rotterdam, est une liste alphabétique et exhaustive des stations réseau du métro de Rotterdam aux Pays-Bas. Ce réseau compte cinq lignes de métro : les lignes A, B, C, D et E.
| Station                                  | Ligne(s)  | Date d'ouverture  | Situation                    |
| ---------------------------------------- | --------- | ----------------- | ---------------------------- |
| A                                        |           |                   |                              |
| De Akkers                                | C D       | 25 avril 1985     | en surface                   |
| Alexander                                | A B       | 27 mai 1983       | en surface                   |
| Ambachtsland                             | B         | 24 avril 1984     | en surface                   |
| B                                        |           |                   |                              |
| Berkel Westpolder                        | E         | 19 décembre 2008  | en surface                   |
| Beurs (« Bourse »)                       | A B C D E | 9 février 1968    | souterraine (correspondance) |
| Binnenhof                                | A         | 27 mai 1983       | en surface                   |
| Blaak                                    | A B C     | 6 mai 1982        | souterraine (correspondance) |
| Blijdorp                                 | E         | 17 août 2010      | souterraine                  |
| C                                        |           |                   |                              |
| Capelle Centrum (Capelle-Centre)         | C         | 29 mai 1994       | en surface                   |
| Capelsebrug                              | A B C     | 27 mai 1983       | en surface                   |
| Coolhaven                                | A B C     | 6 mai 1982        | souterraine                  |
| D                                        |           |                   |                              |
| Delfshaven                               | A B C     | 25 avril 1986     | souterraine                  |
| Dijkzigt                                 | A B C     | 6 mai 1982        | souterraine                  |
| E                                        |           |                   |                              |
| Eendrachtsplein                          | A B C     | 6 mai 1982        | souterraine                  |
| F                                        |           |                   |                              |
| Forepark                                 | E         | 3 septembre 2007  | en surface                   |
| G                                        |           |                   |                              |
| Gerdesiaweg                              | A B C     | 6 mai 1982        | souterraine                  |
| Graskruid                                | A B       | 27 mai 1983       | en surface                   |
| H                                        |           |                   |                              |
| La Haye-Central                          | E         | 11 novembre 2006  | en surface                   |
| Heemraadlaan                             | C D       | 25 avril 1985     | en surface                   |
| Hesseplaats                              | B         | 24 avril 1984     | en surface                   |
| Hoek van Holland-Haven                   | B         | 30 septembre 2019 | en surface                   |
| Hoek van Holland-Strand                  | B         | 31 mars 2023      | en surface                   |
| Hoogvliet                                | C D       | 25 octobre 1974   | en surface                   |
| K                                        |           |                   |                              |
| Kralingse Zoom                           | A B C     | 6 mai 1982        | en surface                   |
| L                                        |           |                   |                              |
| Laan van NOI                             | E         | 11 novembre 2006  | en surface                   |
| Leidschendam-Voorburg                    | E         | 11 novembre 2006  | en surface                   |
| Leidschenveen                            | E         | 11 novembre 2006  | en surface                   |
| Leuvehaven                               | D E       | 9 février 1968    | souterraine                  |
| M                                        |           |                   |                              |
| Maashaven                                | D E       | 9 février 1968    | en surface                   |
| Maassluis Centrum                        | B         | 30 septembre 2019 | en surface                   |
| Maassluis West                           | B         | 30 septembre 2019 | en surface                   |
| Marconiplein                             | A B C     | 25 avril 1986     | souterraine                  |
| Meijersplein                             | E         | 17 mai 2010       | en surface                   |
| Melanchtonweg                            | E         | 10 septembre 2006 | en surface                   |
| N                                        |           |                   |                              |
| Nesselande                               | B         | 29 août 2005      | en surface                   |
| Nieuw Verlaat                            | B         | 24 avril 1984     | en surface                   |
| Nootdorp                                 | E         | 10 septembre 2006 | en surface                   |
| O                                        |           |                   |                              |
| Oosterflank                              | A B       | 27 mai 1983       | en surface                   |
| Oostplein                                | A B C     | 6 mai 1982        | souterraine                  |
| P                                        |           |                   |                              |
| Parkweg                                  | C         | 4 novembre 2002   | souterraine                  |
| Pernis                                   | C         | 4 novembre 2002   | en surface                   |
| Pijnacker Centrum (Pijnacker-Centre)     | E         | 10 septembre 2006 | en surface                   |
| Pijnacker Zuid (Pijnacker-Sud)           | E         | 10 septembre 2006 | en surface                   |
| Poortugaal                               | D         | 25 octobre 1974   | en surface                   |
| Prinsenlaan                              | A B       | 27 mai 1983       | en surface                   |
| R                                        |           |                   |                              |
| Rhoon                                    | D         | 25 octobre 1974   | en surface                   |
| Rijnhaven                                | D E       | 9 février 1968    | en surface                   |
| Rodenrijs                                | E         | 10 septembre 2006 | en surface                   |
| Romeynshof                               | A         | 27 mai 1983       | en surface                   |
| Rotterdam-Central                        | D E       | 9 février 1968    | souterraine                  |
| S                                        |           |                   |                              |
| Schenkel                                 | A B       | 27 mai 1983       | en surface                   |
| Schiedam Centrum (Schiedam-Centre)       | A B C     | 4 novembre 2002   | en surface                   |
| Schiedam Nieuwland                       | A B       | 30 septembre 2019 | en surface                   |
| Slinge                                   | D E       | 25 novembre 1970  | en surface                   |
| Slotlaan                                 | C         | 29 mai 1994       | en surface                   |
| Spijkenisse Centrum (Spijkenisse-Centre) | C D       | 25 avril 1985     | en surface                   |
| Stadhuis                                 | D E       | 9 février 1968    | souterraine                  |
| Steendijkpolder                          | B         | 30 septembre 2019 | en surface                   |
| T                                        |           |                   |                              |
| De Terp                                  | C         | 29 mai 1994       | en surface                   |
| De Tochten                               | B         | 24 avril 1984     | en surface                   |
| Troelstralaan                            | C         | 4 novembre 2002   | en surface                   |
| Tussenwater                              | C D       | 4 novembre 2002   | en surface                   |
| V                                        |           |                   |                              |
| Vijfsluizen                              | C         | 4 novembre 2002   | en surface                   |
| Vlaardingen Centrum (Flardingue-Centre)  | A B       | 30 septembre 2019 | en surface                   |
| Vlaardingen Oost (Flardingue-Est)        | A B       | 30 septembre 2019 | en surface                   |
| Vlaardingen West (Flardingue-Ouest)      | A B       | 30 septembre 2019 | en surface                   |
| Voorburg 't Loo                          | E         | 11 novembre 2006  | en surface                   |
| Voorschoterlaan                          | A B C     | 6 mai 1982        | souterraine                  |
| W                                        |           |                   |                              |
| Wilhelminaplein                          | D E       | 4 juni 1997       | souterraine                  |
| Z                                        |           |                   |                              |
| Zalmplaat                                | C D       | 25 octobre 1974   | en surface                   |
| Zuidplein                                | D E       | 9 février 1968    | en surface                   |